# Apollo Group
Apollo Education Group, Inc. ist ein US-amerikanischer Konzern mit Sitz in Phoenix, der private Einrichtungen für Höhere Bildung besitzt und betreibt, insbesondere die University of Phoenix. Der Konzern gehört seit 2016 einem Konsortium, das vom Finanzunternehmen Apollo Global Management geführt wird. Dieses hatte trotz der Namensähnlichkeit vor 2016 keine Verwandtschaft zur Apollo Education Group.

## Historisches
Die Apollo Education Group wurde 1973 von John Glen Sperling (1921–2014) gegründet. Sperling war zuvor Professor für Geschichte an der San José State University. Sein Unternehmen gehörte zeitweilig zu den größten privaten Bildungsunternehmen der USA. Es war ab 1994 an der NASDAQ-Börse gelistet und bis 2013 im Börsenindex S&P 500 vertreten. Der Umsatz des Konzerns belief sich 2008 auf über 3,1 Milliarden US-Dollar, der Nettogewinn auf 476,5 Millionen US-Dollar. Die Gruppe beschäftigte 2008 über 14.500 Mitarbeiter. Der Gründer Sperling war Executive Chairman of the Board; er wurde mit seinem Unternehmen zum Milliardär. Zusammen 100 % der Stimmrechte wurden von John Sperling, seinem Sohn Peter V. Sperling (Vice Chairman of the Board) sowie zwei von ihnen kontrollierten Stimmrechtstrusts gehalten. Die Stammaktien wurden 2008 von etwa 275 registrierten Aktionären gehalten.
Die Apollo Education Group ist Eigentümerin und Betreiberin der University of Phoenix (UOPX) in Phoenix. Ferner gehörten das organisatorisch zur University of Phoenix gehörende Axia College, die Western International University (WIU) mit fünf Campusstandorten im Bundesstaat Arizona und zwei im Ausland, das College for Financial Planning (CFP) in Greenwood Village (Colorado), das Institute for Professional Development an über 50 Standorten in den USA mit Hauptsitz in Phoenix, die Fernhochschulgruppe Insight Schools mit Hauptsitz in Portland (Oregon) und die Olympus High School in Phoenix zum Konzern. Die kanadische Meritus University in Fredericton (New Brunswick) war ebenfalls Teil der Gruppe. Über die Tochtergesellschaft Apollo Global gehörten die Universidad de Artes, Ciencias y Comunicación (UNIACC) in Santiago de Chile und (mehrheitlich) die Universidad Latinoamericana S.C. (ULA) in Mexiko-Stadt dazu. Um die Expansionsbestrebungen auf dem internationalen Markt zu finanzieren, existierte seit Oktober 2007 ein Joint-Venture mit der Carlyle Group. 2007 wurde zudem die Internet-Werbeagentur Aptimus übernommen.
An den Bildungseinrichtungen der Apollo Group waren 2008 über 360.000 Studenten eingeschrieben, davon der allergrößte Teil an der University of Phoenix, damals eine der größten Privathochschulen der USA. Die University of Phoenix trug 2008 mit 2,987 Milliarden US-Dollar rund 95 % zum Nettoumsatz der Apollo Group bei. Am 26. September 2006 kaufte sie für 154,5 Mio. US-Dollar die Namensrechte am University of Phoenix Stadium über 20 Jahre.

## Mitbewerber
Bedeutende Konkurrenten der Apollo Group auf dem privaten Markt für Höhere Bildung in den USA (sogenannte for-profit universities and colleges) sind oder waren unter anderem die Career Education Corporation, Corinthian Colleges Inc. (bis 2015), Laureate Education Inc., EdisonLearning Inc. (Edison Schools), Capella Education Company (Capella University), Education Management Corporation (Brown Mackie Colleges, The Art Institutes), DeVry Inc., ITT Educational Services Inc. und Strayer Education Inc.